# Кохлев
Кохлев (пол. Kochlew) — село в Польщі, у гміні Вешхляс Велюнського повіту Лодзинського воєводства.
Населення — 149 осіб (2011).
У 1975-1998 роках село належало до Серадзького воєводства.

## Демографія
Демографічна структура станом на 31 березня 2011 року:
|          | Загалом | Допрацездатний вік | Працездатний вік | Постпрацездатний вік |
| -------- | ------- | ------------------ | ---------------- | -------------------- |
| Чоловіки | 76      | 14                 | 55               | 7                    |
| Жінки    | 73      | 6                  | 42               | 25                   |
| Разом    | 149     | 20                 | 97               | 32                   |